# 加州女孩
〈加州女孩〉（英語："California Gurls"），是美國女歌手凱蒂·佩芮第3張錄音室專輯《花漾年華》中的一首歌曲，也是專輯的首波主打單曲。歌曲由盧克博士、马克斯·马丁和本尼·布兰科製作發行，並且他們與佩芮和邦尼·麦基共同創作了歌曲，美國饒舌歌手史努比狗狗同樣參與了歌曲的創作，並作為歌曲的伴唱演唱了歌曲的饒舌部分。據佩芮稱，歌曲是對Jay-Z和艾莉西亚·凯斯演唱的歌曲〈帝国之心〉的回歌。〈加州女孩〉是一首節奏適中的迪斯科流行樂和放克流行樂，歌曲還受到新浪潮音樂和電子流行樂的影響。歌曲的歌詞是對加州的歌頌，而佩芮和史努比狗狗均出生於加州，並在加州長大。
〈加州女孩〉獲得了樂評人的許多好評，大多評論認為歌曲是“夏日讚歌”，並對歌曲的製作和演唱給予了較高的評價。歌曲原定於2010年5月25日送往主流電台和串流媒體播放，但在佩芮的專輯遭網路洩露後，歌曲就於2010年5月7日匆匆於電台發佈，並於2010年5月11日開放iTunes 音樂下載。歌曲在全球取得了一定的商業成功，在美國《告示牌》百強單曲榜上取得了6周冠軍，是佩芮在美國取得的第2支冠軍單曲以及史努比狗狗的第3支冠軍單曲。歌曲在包括澳大利亞、加拿大、愛爾蘭、新西蘭和英國在內的全球10幾個國家成功奪冠。
歌曲的音樂錄像帶於2010年6月15日發佈，在音樂錄像帶中，佩芮和她的伴舞們被放在加州糖果盒中作為棋盤遊戲的一部分舞動著。佩芮稱，歌曲音樂錄像帶設計的靈感來自於藝術家威尔·科顿，這個人同樣是音樂錄像帶的藝術效果導演。歌曲的音樂錄像帶還借鑑了許多其它的作品，如電影《查理與巧克力工廠》和《魔境夢遊》，以及棋盤遊戲糖果樂園。2010年12月2日，歌曲獲得了葛萊美最佳流行合唱提名，但沒有獲獎。2012年，《告示牌》舉辦的一個名為30首各時代夏日歌曲排行中，歌曲獲得冠軍。

## 背景与发行

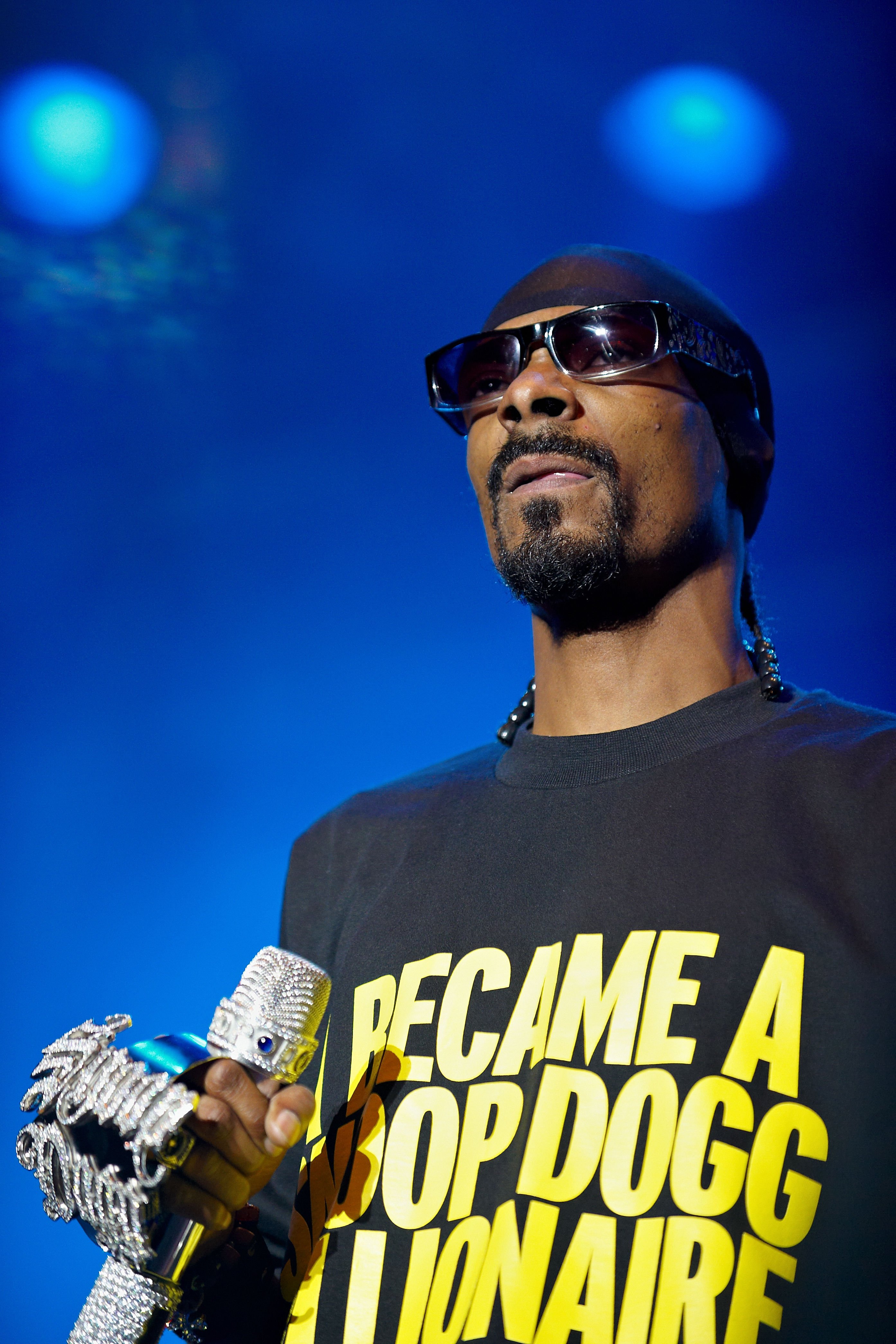
佩里通过搜寻维基百科找到了史努比狗狗合作〈加州女孩〉

在接受HitQuarters的采访时，佩里的时任A&R经纪人克里斯·阿诺库特称在一次奥斯卡余兴派对后返回时，佩里给他发短信表示专辑还没有完成，需要再有一首歌。她表示希望写一首关于加州女生的歌曲。2010年4月，在接受《滾石》的拍摄工作时，佩里透露歌曲的一些细节，表示这是对杰斯歌曲〈帝国之心〉的回应。她说：

“〈帝国之心〉成为热门歌曲，大家都有了属于纽约的歌曲，这真是太棒了，但到底特么怎么了？那洛杉矶呢？那加州呢？已经有一段时间没有一首关于加州的歌了，尤其是从女生视角出发的歌。我们借鉴了王子的风格，这一直都是个好点子。我们还借鉴了很多几乎都是90年代浩室风格的元素，就是一些这样的风格。”

在选择史努比狗狗之前，佩里在维基百科搜索西海岸艺人列表以寻找想要合作的嘻哈歌手。起初，歌曲名称为“California Girls”。但在巨星合唱團成员艾利克斯·奇尔顿逝世后，歌曲标题被更改为“California Gurls”，以致敬他们的歌曲〈September Gurls〉。因〈加州女孩〉中歌词“I wish they could all be California Girls”直接引用了海灘男孩歌曲〈California Girls〉，拥有〈California Girls〉发行权的Rondor Music公司被指要对佩里提起诉讼。
歌曲在互联网泄露后，国会唱片决定提早发行歌曲。电台广播的日程也从2010年5月25日提早到了5月7日。

## 曲目列表
- 数字下载[7]

1. "California Gurls" (featuring Snoop Dogg) – 3:56

- CD单曲[8]

1. "California Gurls" (featuring Snoop Dogg) – 3:56
2. "Hot n Cold" (Yelle Remix) – 4:07

- 美国数字下载 – 混音EP[9]

1. "California Gurls" (Armand Van Helden Remix) – 5:48
2. "California Gurls" (Innerpartysystem Main Mix) – 4:27
3. "California Gurls" (Manhattan Clique Long Beach Mix) – 7:00

- 英国数字下载 – 混音EP[10]

1. "California Gurls" (MSTRKRFT Main Mix) – 3:59
2. "California Gurls" (Innerpartysystem Main Mix)  – 4:27
3. "California Gurls" (Manhattan Clique Long Beach Mix)  – 7:00

## 榜单
| 榜单（2010年）                             | 最高 排位 |
| ------------------------------------------ | --------- |
| 澳大利亚（澳大利亚唱片业协会單曲榜）       | 1         |
| 奥地利（Ö3四十强单曲榜）                   | 3         |
| 比利时佛兰德（Ultratop五十强单曲榜）       | 6         |
| 比利时瓦隆（Ultratop五十强单曲榜）         | 3         |
| 保加利亚（保加利亚音乐制作人协会单曲榜）   | 4         |
| 加拿大（Canadian Hot 100）                 | 1         |
| 加拿大（《告示牌》Canada CHR）             | 1         |
| 加拿大（《告示牌》Canada Hot AC）          | 1         |
| 独联体（Tophit独联体电台榜）               | 31        |
| 捷克（電台百強單曲榜）                     | 6         |
| 丹麥（Hitlisten单曲榜）                    | 5         |
| 欧洲（《告示牌》European Hot 100 Singles） | 1         |
| 芬兰（芬蘭官方單曲榜）                     | 2         |
| 法国（法國唱片出版業公會單曲榜）           | 5         |
| 法国（法國唱片出版業公會下载榜）           | 3         |
| 法国（法国唱片出版业公会电台榜）           | 1         |
| 德国（德國官方單曲榜）                     | 3         |
| 匈牙利（四十強舞曲榜）                     | 31        |
| 匈牙利（四十强电台榜）                     | 1         |
| 愛爾蘭（愛爾蘭唱片音樂協會单曲榜）         | 1         |
| 以色列（媒体森林电台榜）                   | 2         |
| 意大利（意大利音乐产业联盟单曲榜）         | 3         |
| 日本（Japan Hot 100）                      | 10        |
| 荷兰（荷蘭四十強單曲榜）                   | 2         |
| 荷兰（百强单曲榜）                         | 6         |
| 新西兰（新西兰唱片音乐协会单曲榜）         | 1         |
| 挪威（世道單曲榜）                         | 5         |
| 波蘭（波蘭百大電台榜）                     | 1         |
| 波兰（波兰舞曲榜）                         | 8         |
| 葡萄牙（《告示牌》Portugal Digital Songs） | 2         |
| 俄罗斯（TopHit俄罗斯电台榜）               | 34        |
| 蘇格蘭（官方榜单公司單曲榜）               | 1         |
| 斯洛伐克（電台百強單曲榜）                 | 2         |
| 西班牙（西班牙音樂製作協會）               | 17        |
| 瑞典（瑞典最熱榜）                         | 8         |
| 瑞士（瑞士热门音乐榜）                     | 4         |
| 英國（官方榜单公司單曲榜）                 | 1         |
| 美国（《告示牌》百大單曲榜）               | 1         |
| 美國（《告示牌》成人當代單曲榜）           | 7         |
| 美國（《告示牌》Adult Pop Airplay）        | 1         |
| 美國（《告示牌》Dance Club Songs）         | 1         |
| 美國（《告示牌》Dance/Mix Show Airplay）   | 1         |
| 美國（《告示牌》Pop Airplay）              | 1         |
| 美國（《告示牌》Rhythmic Songs）           | 4         |
| 委内瑞拉（唱片报告委内瑞拉流行摇滚榜）     | 1         |

| 榜单（2010年）                           | 排位 |
| ---------------------------------------- | ---- |
| 巴西（《公告牌》Brasil Hot 100 Airplay） | 26   |
| 巴西（《公告牌》Brasil Hot Pop Songs）   | 7    |

| 榜单（2010年）                             | 排位 |
| ------------------------------------------ | ---- |
| 澳大利亚（澳大利亚唱片业协会单曲榜）       | 5    |
| 奥地利（Ö3四十強音樂榜）                   | 16   |
| 比利时佛兰德（Ultratop五十强单曲榜）       | 24   |
| 比利时瓦隆（Ultratop五十强单曲榜）         | 17   |
| 巴西（克勞利廣播分析）                     | 18   |
| 加拿大（Canadian Hot 100）                 | 1    |
| 独联体（TopHit）                           | 115  |
| 丹麦（Tracklisten）                        | 30   |
| 欧洲（《公告牌》European Hot 100 Singles） | 14   |
| 法国（法国唱片出版业公会单曲榜）           | 20   |
| 德国（媒体控制AG）                         | 20   |
| 匈牙利（四十强电台榜）                     | 14   |
| 爱尔兰（爱尔兰唱片音乐协会单曲榜）         | 10   |
| 意大利（意大利音乐产业联盟单曲榜）         | 12   |
| 日本（Japan Hot 100）                      | 23   |
| 荷兰（荷蘭四十強單曲榜）                   | 10   |
| 荷兰（荷蘭百大單曲榜）                     | 17   |
| 新西兰（新西兰唱片音乐协会单曲榜）         | 3    |
| 罗马尼亚（罗马尼亚百大单曲榜）             | 94   |
| 俄罗斯（Tophit俄罗斯电台榜）               | 151  |
| 西班牙（西班牙音乐制作协会单曲榜）         | 13   |
| 瑞典（瑞典最热榜）                         | 39   |
| 瑞士（瑞士热门音乐榜）                     | 18   |
| 英国（官方榜单公司单曲榜）                 | 8    |
| 美国（《告示牌》百大單曲榜）               | 4    |
| 美国（《公告牌》Adult Contemporary）       | 17   |
| 美国（《公告牌》Adult Top 40）             | 7    |
| 美国（《公告牌》Dance Club Songs）         | 5    |
| 美国（《公告牌》Dance/Mix Show Airplay）   | 15   |
| 美国（《公告牌》Mainstream Top 40）        | 5    |
| 美国（《公告牌》Rhythmic）                 | 17   |

| 榜单（2011年）         | 排位 |
| ---------------------- | ---- |
| 匈牙利（四十强电台榜） | 92   |

| 榜单（2010年-2019年）     | 排位 |
| ------------------------- | ---- |
| 美国（Billboard Hot 100） | 49   |

| 榜单（1958年–2018年）     | 排位 |
| ------------------------- | ---- |
| 美国（Billboard Hot 100） | 245  |

## 销售认证
| 地區                                                       | 认证    | 认证单位/销量 |
| ---------------------------------------------------------- | ------- | ------------- |
| 澳大利亚（澳大利亚唱片业协会）                             | 9× 白金 | 630,000‡      |
| 奥地利（國際唱片業協會奧地利分會）                         | 2× 白金 | 60,000*       |
| 比利时（比利時唱片音樂協會）                               | 金      | 15,000*       |
| 巴西（巴西唱片業協會）                                     | 2× 白金 | 120,000‡      |
| 加拿大（加拿大音乐协会）                                   | 4× 白金 | 320,000*      |
| 丹麦（國際唱片業協會丹麥分會）                             | 白金    | 90,000‡       |
| 法国                                                       | —       | 140,000       |
| 德国（聯邦音樂產業協會）                                   | 白金    | 300,000^      |
| 日本（日本唱片協會） PC下载                                | 金      | 100,000*      |
| 墨西哥（墨西哥音像製品協會）                               | 金      | 30,000*       |
| 新西兰（新西兰唱片音乐协会）                               | 2× 白金 | 30,000*       |
| 挪威（國際唱片業協會挪威分会）                             | 3× 白金 | 180,000‡      |
| 西班牙（西班牙音樂製作協會）                               | 金      | 30,000‡       |
| 瑞典（瑞典唱片業協會）                                     | 白金    | 40,000‡       |
| 瑞士（國際唱片業協會瑞士分会）                             | 白金    | 30,000^       |
| 英国（英国唱片业协会）                                     | 2× 白金 | 1,200,000‡    |
| 美国（美國唱片業協會）                                     | 钻石    | 10,000,000‡   |
| 彩铃                                                       |         |               |
| 加拿大（加拿大音乐协会）                                   | 白金    | 40,000*       |
| 日本（日本唱片協會） 全长彩铃                              | 金      | 100,000*      |
| *僅含認證的實際銷量 ^僅含認證的出貨量 ‡僅含認證的+實際銷量 |         |               |

## 发行历史
| 地区   | 日期          | 形式                                    | 版本   | 厂牌   | 来源            |
| ------ | ------------- | --------------------------------------- | ------ | ------ | --------------- |
| 多国   | 2010年5月7日  | 数字下载 流媒体                         | 原版   | 国会   | [ 111 ] [ 112 ] |
| 意大利 | 2010年5月14日 | 电台播放                                | 原版   | 宝丽多 | [ 113 ]         |
| 美国   | 2010年5月25日 | 當代流行電台 当代节奏电台 （ 英语 ： rhythmic contemporary） | 原版   | 国会   | [ 114 ]         |
| 美国   | 2010年6月7日  | 当代热门成人电台                        | 原版   | 国会   | [ 115 ]         |
| 美国   | 2010年6月10日 | CD                                      | 原版   | 国会   | [ 116 ]         |
| 德国   | 2010年6月11日 | CD                                      | 原版   | 国会   | [ 117 ]         |
| 英国   | 2010年6月21日 | 数字下载                                | 原版   | 国会   | [ 118 ]         |
| 英国   | 2010年6月29日 | CD                                      | 原版   | 国会   | [ 119 ]         |
| 英国   | 2010年7月16日 | 数字下载                                | 混音版 | 国会   | [ 120 ]         |
| 法国   | 2010年7月20日 | 数字下载                                | 混音版 | 国会   | [ 121 ]         |
| 美国   | 2010年7月20日 | 数字下载                                | 混音版 | 国会   | [ 122 ]         |

## 注解
1. ↑  英国和法国版本中MSTRKRFT main mix是EP的第一首歌曲，而美国版本中Armand Van Helden remix是第一首歌曲。